# رشيد مخلوفي
خطأ لوا في mw.text.lua على السطر 25: bad argument #1 to 'match' (string expected, got nil).
رشيد مخلوفي (12 أغسطس 1936 - 8 نوفمبر 2024)، هو لاعب ومدرب كرة قدم جزائري. كان رشيد مخلوفي أول من حمل الرقم 10 في منتخب الجزائر، الذي عُرف حينها بفريق جبهة التحرير الوطني خلال فترة الاحتلال الفرنسي. يُعد من أفضل لاعبي كرة القدم الجزائرية، حيث تألق في عدة أندية خلال مسيرته.

## المسيرة الكروية
بدأ مسيرته الكروية مع اتحاد سطيف في 1952، مظهراً إمكانيات ومهارات استثنائية. انضم بعدها إلى نادي سانت إتيان، أحد أبرز أندية كرة القدم الفرنسية، تُوّج مع النادي بطلًا لفرنسا عام 1957 وهو في العشرين من عمره فقط. جذب أداؤه اهتمام المدرب بول نيكولا لمنتخب فرنسا، فاستدعي باعتباره من أبرز الهدافين وصناع اللعب في أوروبا، كما وصفته الصحافة الفرنسية آنذاك. لا يزال مخلوفي يحتفظ بالرقم القياسي الثاني في عدد الأهداف مع سانت إتيان، بإجمالي 151 هدفاً في مختلف المنافسات، متفوقاً على ساليف كيتا ومتفوقاً عليه فقط هيرفي ريفيلي.

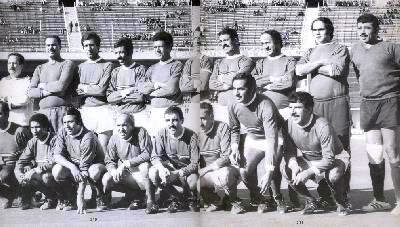
مخلوفي (الصف السفلي، الثاني من اليمين) مع فريق جبهة التحرير الوطني لكرة القدم.

كان ضمن قائمة المنتخب الفرنسي المختارة لخوض كأس العالم 1958 بالسويد وفي 8 أبريل، أي ليلة واحدة قبل أن يضبط المدرب الفرنسي القائمة، إتصلت جبهة التحرير الوطني بمجموعة من اللاعبين الجزائريين ينشطون في البطولة الفرنسية ومن أبرزهم مدافع نادي موناكو مصطفى زيتوني والشاب الموهوب رشيد مخلوفي اللذان كانا من دعائم منتخب فرنسا في ذلك الوقت وتوجهت المجموعة، التي ضمت 9 لاعبين، إلى تونس سراً، ليُعلن في 15 أبريل 1958 عن تأسيس فريق جبهة التحرير الوطني، الذي هدف إلى تمثيل القضية الجزائرية والترويج لها عبر خوض مباريات ودية في أنحاء العالم.
في عام 1962، وبعد استقلال الجزائر، تجنب مخلوفي العودة إلى فرنسا تجنباً لغضب الجماهير، واتجه إلى سويسرا حيث انضم إلى نادي سيرفيت جنيف وتوج معه ببطولة سويسرا في العام نفسه. عاد بعد ذلك إلى فرنسا وانضم مرة أخرى إلى سانت إتيان، حيث حقق نجاحات كبيرة، مسجلاً ثلاثة ألقاب دوري وكأس في ستة مواسم، حيث عُد من بين كبار اللاعبين في فرنسا. أنهى مسيرته الكروية عام 1970 مع نادي باستيا الفرنسي، حيث لعب ودرب في آن واحد لموسمين.
عاد مخلوفي بعد ذلك إلى الجزائر ليقدم خبراته لكرة القدم الجزائرية، وحقق معها ميداليتين ذهبيتين: الأولى في ألعاب البحر المتوسط عام 1975 في الجزائر العاصمة، والثانية مدربًا في الألعاب الإفريقية عام 1978، كما كان ضمن الطاقم التدريبي، بجانب محي الدين خالف، للمنتخب الجزائري في كأس العالم 1982 بإسبانيا.

## وفاته
توفي، عن عمر ناهز 88 سنة، يوم الجمعة 8 نوفمبر 2024 بالجزائر، بعد صراع طويل مع مرض عضال. نعاه الرئيس الجزائري، عبد المجيد تبون، والأوساط الرياضية ونادي سانت إتيان الفرنسي، مشيدين بإنجازاته ومسيرته الكروية الحافلة. وأعلنت الجامعة التونسية لكرة القدم الوقوف دقيقة صمت في مباريات القسمين الأول والثاني يومي 9 و10 نوفمبر 2024، ترحماً على روح فقيد الكرة الجزائرية رشيد مخلوفي.
وبرحيل رشيد مخلوفي لم يبقَ منفريق جبهة التحرير الوطني التاريخي سوى دحمان دفنون ومحمد معوش.

## إنجازات

### شخصية
- ثاني أحسن هداف نادي سانت إتيان لكل الأوقات
- مرتبة 11 كأحسن هداف في فرنسا لكل الأوقات
- اللاعب الذي لم يحصل على أي بطاقة في مسيرته الكروية

### مع النوادي
- بطل دوري فرنسا 4 مرات سنة 1957، 1964، 1967 و1968 مع نادي سانت إتيان
- بطل كأس فرنسا سنة 1968 مع نادي سانت إتيان
- بطل كأس شارل دراغو الفرنسية سنة 1957 مع نادي سانت إتيان
- بطل كأس الأبطال الفرنسي سنة 1967 مع نادي سانت إتيان

بطل كأس لبنان مرتين 97 و 98 مع نادي النجمة اللبناني وكأس النخبة اللبناني مرتين 96 و 98 مع نادي النجمة اللبناني

### مع المنتخبات
- بطل كأس العالم العسكرية 1957 ببوينوس أيريس مع منتخب فرنسا
- الميدالية الذهبية في ألعاب البحر الأبيض المتوسط 1975 بالجزائر العاصمة مع منتخب الجزائر (كمدرب)
- الميدالية الذهبية في الألعاب الإفريقية 1978 بالجزائر العاصمة مع منتخب الجزائر (كمدرب)
- مشاركة كمدرب فني في كأس العالم 1982 بإسبانيا مع منتخب الجزائر
- 4 مشاركات مع منتخب فرنسا
- 40 مشاركة مع منتخب جبهة التحرير الوطني الجزائري (الجزائر المُستعمرة)
- 11 مشاركة مع منتخب الجزائر (الجزائر المستقلة)

## إحصاءات

### مع النوادي
| النادي          | الموسم                 | الدوري                     | الدوري        | الدوري  | الكأس         | الكأس   | القاري        | القاري  | أخرى          | أخرى    | المجموع       | المجموع |
| النادي          | الموسم                 | القسم                      | عدد المباريات | الأهداف | عدد المباريات | الأهداف | عدد المباريات | الأهداف | عدد المباريات | الأهداف | عدد المباريات | الأهداف |
| --------------- | ---------------------- | -------------------------- | ------------- | ------- | ------------- | ------- | ------------- | ------- | ------------- | ------- | ------------- | ------- |
| نادي سانت إتيان | 1954–55                | الدوري الفرنسيالقسم الأول  | 16            | 9       | 6             | 4       | —             | —       | —             | —       | 22            | 13      |
| نادي سانت إتيان | 1955–56                | الدوري الفرنسيالقسم الأول  | 31            | 21      | 4             | 0       | —             | —       | —             | —       | 35            | 21      |
| نادي سانت إتيان | 1956–57                | الدوري الفرنسيالقسم الأول  | 30            | 25      | 2             | 1       | —             | —       | —             | —       | 32            | 26      |
| نادي سانت إتيان | الدوري الفرنسي 1957–58 | الدوري الفرنسيالقسم الأول  | 25            | 4       | 2             | 0       | 2             | 1       | —             | —       | 29            | 5       |
| نادي سانت إتيان | المجموع                | المجموع                    | 102           | 59      | 14            | 5       | 2             | 1       | —             | —       | 118           | 65      |
| نادي سيرفيت     | 1962–63 ‏               | دوري السوبر السويسري       | 19            | 13      | 0             | 0       | 3             | 2       | —             | —       | 22            | 15      |
| نادي سانت إتيان | 1963–64                | الدوري الفرنسي القسم الأول | 34            | 16      | 1             | 0       | —             | —       | —             | —       | 35            | 16      |
| نادي سانت إتيان | 1964–65                | الدوري الفرنسي القسم الأول | 32            | 8       | 5             | 0       | 2             | 1       | —             | —       | 39            | 9       |
| نادي سانت إتيان | 1965–66                | الدوري الفرنسي القسم الأول | 38            | 21      | 1             | 1       | —             | —       | —             | —       | 39            | 22      |
| نادي سانت إتيان | 1966–67                | الدوري الفرنسي القسم الأول | 38            | 12      | 2             | 1       | —             | —       | 1             | 1       | 41            | 14      |
| نادي سانت إتيان | 1967–68                | الدوري الفرنسي القسم الأول | 30            | 7       | 5             | 5       | 4             | 0       | —             | —       | 39            | 12      |
| نادي سانت إتيان | المجموع                | المجموع                    | 192           | 78      | 18            | 7       | 6             | 1       | 1             | 1       | 217           | 87      |
| نادي باستيا     | 1968–69                | الدوري الفرنسي القسم الأول | 33            | 13      | 1             | 0       | —             | —       | —             | —       | 34            | 13      |
| نادي باستيا     | 1969–70                | الدوري الفرنسي القسم الأول | 34            | 7       | 9             | 2       | —             | —       | —             | —       | 43            | 9       |
| نادي باستيا     | المجموع                | المجموع                    | 67            | 20      | 10            | 2       | —             | —       | —             | —       | 77            | 22      |
| المجموع الكلي   | المجموع الكلي          | المجموع الكلي              | 380           | 170     | 42            | 14      | 11            | 4       | 1             | 1       | 434           | 189     |

ملاحظات
1. ↑  يشمل كأس فرنسا، كأس شارل دراغو وكأس سويسرا.
2. 1 2 3 4  الظهور في دوري أبطال أوروبا
3. ↑  المشاركة في كأس الأبطال الفرنسي

### دوليًا
قائمة الأهداف والنتائج تظهر أولاً إجمالي أهداف الجزائر، ويشير عمود النتيجة إلى النتيجة بعد كل هدف لمخلوفي.
| رقم | تاريخ         | المكان                              | الخصم         | النتيجة | المحصلة | المنافسة |
| --- | ------------- | ----------------------------------- | ------------- | ------- | ------- | -------- |
| 1   | 28 فبراير1963 | ملعب أحمد زبانة، وهران، الجزائر     | تشيكوسلوفاكيا | 2–0     | 4–0     | ودية     |
| 1   | 28 فبراير1963 | ملعب أحمد زبانة، وهران، الجزائر     | تشيكوسلوفاكيا | 3–0     | 4–0     | ودية     |
| 2   | 5 يونيو 1963  | ملعب 20 أغسطس 1955، الجزائر العاصمة | مصر           | 1–1     | 1–1     | ودية     |
| 3   | 7 يوليو 1963  | ملعب 19 يونيو 1965، وهران، الجزائر  | مصر           | 1–1     | 2–2     | ودية     |
| 6   | 22 مارس 1963  | ستاد الإسكندرية، الإسكندرية، مصر    | مصر           | 1–2     | 2–2     | ودية     |

## قيل عنه
وصف جان ميشيل لاركيه ‏،لاعب سانت إتيان، عبر إذاعة "أر أم سي" مخلوفي: «لقد كان لاعبا كبيرا، وقدوتي وأمثولتي وسيدي كمحترف».

## في وسائل الإعلام
أكد موقع "فينيك فوتبول" أن «هذا الرجل الرائد، المولود في سطيف عام 1936، يترك إرثاً لا يقدر بثمن يتجاوز حدود الرياضة، جامعاً بين الشغف الكروي والالتزام الوطني»"، واصفاً إياه بـ«أسطورة كرة القدم الجزائرية ورمز النضال من أجل الاستقلال».
في عام 2012، كان أحد الشخصيات الرئيسية في الفيلم الوثائقي لإيريك كانتونا «متمردو كرة القدم» (بالفرنسية: Les Rebelles du Foot)‏. في هذا الفيلم الوثائقي، يصف اختياره للمساهمة في الكفاح من أجل استقلال الجزائر بالوسائل السلمية، وهو ترك مهنة رياضية مرموقة في فرنسا ليكون من بين المجموعة الأولى التي تشكل فريق كرة القدم لجبهة التحرير الوطني في تونس.
وفي عام 2022، صنفته مجلة سو فوت (So Foot) ضمن أفضل 1000 لاعب في البطولة الفرنسية، في المركز 25.

## روابط خارجية
- رشيد مخلوفي على موقع قاعدة بيانات كرة القدم.إي يو (الإنجليزية)
- رشيد مخلوفي على موقع ناشيونال فوتبول تيمز (الإنجليزية)
- رشيد مخلوفي على موقع عالم كرة القدم.نت (الإنجليزية)
- رشيد مخلوفي على موقع أوليمبيديا (الإنجليزية)